# André Rigal (dessinateur)
Pour les articles homonymes, voir André Louis Pierre Rigal et Rigal.
André Rigal est un dessinateur, graphiste, animateur et réalisateur français né le 8 février 1898 à Paris 16e et mort le 27 septembre 1973 à Paris 13e.

## Biographie
André Jean Amans Rigal naît le 8 février 1898 à Paris 16e d'Amans Jules Rigal, commerçant, et Adeline Geneviève Teyssèdre, sans profession. Dessinateur de formation, il travaille pour le studio d'animation fondé par Robert Lortac, participant à la série de courts métrages Le Canard en ciné (1921-1923) aux côtés de Cavé, Cheval et Raymond Savignac et en réalisant lui-même plusieurs comme Le Roman de la momie (1923) et Les Malheurs de Collignon (1924), ainsi que des dessins et des spots publicitaires pour le compte des régies Publi-Ciné et Rapid-Publicité, dont le petit esquimau emblème des Esquimaux Gervais.
Il épouse Marie Louise Furnestin (1903-1986), dactylographe, le 6 mai 1924 à la mairie de Levallois-Perret,.
Pionnier en France dans la bande dessinée « à bulles », il crée en 1928 la série Cap'taine Sabord dans le magazine Pierrot, reprise dans les années 1940 dans le magazine belge Wrill publié par les éditions Gordinne et pour lequel il crée Mizo et Friquet sous le pseudonyme de Bruno. De 1947 à 1949 paraît l'hebdomadaire Cap'taine Sabord toujours aux éditions Gordine.
Il crée son propre studio en 1931 sous l'impulsion de Germaine Dulac, engageant une nouvelle génération d'artistes commeRobert Velter dit Rob-Vel, futur créateur du personnage de Spirou. Parmi les courts métrages réalisés, outre des adaptations de sa série Cap'taine Sabord, il co-écrit en 1952 avec Bourvil Grrr…, mêlant prises de vues réelles et animation.
Il meurt le 27 septembre 1973 à Paris 13e, à l'âge de 75 ans,.

## Publications
- Archimède Magneto (1930), éditions Chagor
- Les Aventures du Cap'taine Sabord, éditions Chagor :
  - Cap'tain Sabord l'échappe belle ! (1943)
  - Un ami fidèle (1946)
  - Les Bonnes idées de Le Blagobec (1946)
  - L’Île mystérieuse (1946)
  - Perdu dans les glaces (1948)
  - Cap'taine Sabord contrebandier (1948)
  - Cap'taine Sabord et son matelot (1948)
- Cap'taine Sabord, ABC (hors-série, 1946)
- Cap'taine Sabord coloriste (hors-série, 1946)

## Filmographie (courts métrages)
- 1943 : V'là l'beau temps!
- 1943 : Cap'taine Sabord appareille
- 1952 : Grrr… avec Bourvil
- 1955 : Les Mésaventures de Toto l'arpète